# Anfallsvinkel

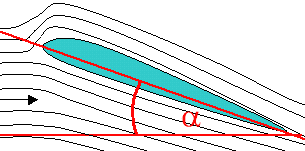
Den svarta pilen visar luftens rörelseriktning i förhållande till en vingprofil. Anfallsvinkeln är markerad med α.

Anfallsvinkel (engelska: angle of attack, AOA), även kallat α [alfa] (alpha), för en vingprofil (se nedan) är ett aerodynamiskt uttryck för vinkeln mellan dess rörelseriktning i förhållande till den omgivande luften och profilens korda, som vanligen definieras som den linje som förbinder vingprofilens främre och bakre spetsar. 
För ett flygplan definierar man vanligen ett referensplan som anfallsvinkeln refereras till i stället. Det är främst praktiska skäl som bestämmer hur en flygplanstillverkare väljer att lägga referensplanet. Dels är ofta vingarna torderade (något vridna) vilket innebär att det inte bara finns en enda kordariktning, dels vill man ha en riktning som är lätt att definiera på flygplanet och därmed referera till. Lyftkraften behöver därför inte nödvändigtvis vara noll när (den genomsnittliga) anfallsvinkeln är noll, vilket annars kanske förefaller mest naturligt. 
Om lyftkraften är noll när anfallsvinkeln är noll är vingens lyftkraft direkt proportionell mot anfallsvinkeln vid relativt måttliga anfallsvinklar och konstant fart. En större vinkel ger alltså mer lyftkraft, men den ger också mer extra bromsande luftmotstånd, s.k. inducerat motstånd eller lyftkraftberoende motstånd. För varje vinge finns en gräns för hur stor anfallsvinkel som kan utnyttjas. Om man överskrider denna gräns reduceras lyftkraften i stället för att öka ytterligare. Detta kallas för att vingen eller flygplanet överstegras eller stallar (från det engelska ordet stall, vilket uttalas som ett mellanting mellan stal och stål). Hos vissa vingar sker en drastisk lyftkraftsminskning vid överstegring, hos andra sker förändringen mera gradvis eller lyftkraften förblir ungefär konstant inom ett visst anfallsvinkelområde. Överstegring inträffar för olika vingar vid olika anfallsvinklar. Dessa skillnader beror i stor utsträckning på vingens profil och på vingens planform, framför allt framkantens svepningsvinkel.
De flesta vingar har en vingprofil (som i princip framgår när man sågar itu vingen längs med flygkroppen) som varierar längs vingen. Längst in mot flygkroppen är profilen oftast längre och tjockare och ute vid spetsen är den kortare och tunnare. Anfallsvinkeln kan också variera längs med vingen (den sägs vara torderad), oftast så att den är större inne vid flygkroppen, av den anledningen att man vill att vingens stall skall börja inne vid flygkroppen och fortplanta sig utåt när farten sjunker. Därigenom kan flygplanet kontrolleras med skevrodren (som sitter nära vingspetsarna) även när delar av vingen är överstegrad. När vingens anfallsvinkel varierar längs vingen definierar man ändå ett enda referensplan för hela vingen.
Genom att använda speciellt utformade ytor med goda aerodynamiska egenskaper har man lyckats uppnå en maximal anfallsvinkeln (alfamax) hos stridsflygplan som överstiger 45°, mot mera normala 15 eller 20 grader. 
Moderna civila flygplan är normalt utrustade med en akustisk överstegringsvarnare som varnar strax innan man når den anfallsvinkel som ger överstegring - även lätta flygplan som används för privatflygning. Många moderna civila passagerarflygplan är dessutom utrustade med s.k. spakskakare (stick shaker (som ett komplement till den akustiska varnaren) och spaktryckare (stick pusher). Den förstnämnda skakar om styrspaken eller ratten så att piloten absolut vet om att flygplanet är nära överstegring, och den sistnämnda trycker fram ratten eller spaken för att förhindra överstegring om piloterna inte skulle uppmärksamma de andra varningarna. Det är framför allt i samband med start och landning som överstegringsvarnare och spaktryckare kan behövas, men en överstegringsvarnare kan även vara bra att ha under grundskolning i avancerad flygning. I övrigt kan den vara störande, varför det enligt byggnadsbestämmelserna är tillåtet att kunna stänga av funktionen under avancerad flygning under vissa förutsättningar.